# Simferopol
Simferopol (ukrainska: Сімферополь uttal (fil); ryska: Симферополь; krimtatariska: Aqmescit, "Vita moskén", äldre stavning Aq Mechet; fram till 1200-talet Kermençik) är huvudstad i Krim på Svarta havets nordkust, belägen vid den mindre floden Salhir på ungefär 350 meters höjd över havet. Folkmängden uppgår till cirka 335 000 invånare. Största delen av befolkningen är ryssar, med större minoriteter av ukrainare och krimtatarer. Simferopol är centrum i ett vin- och fruktodlingsdistrikt. I staden finns bland annat livsmedelsindustrier. Simferopol har goda järnvägsförbindelser, internationell flygplats och har dessutom världens längsta trådbusslinje som förbinder Simferopol med Jalta.

## Historik
Lämningarna efter de antika skyternas huvudstad finns inom stadsgränsen. Betydligt senare förlades en krimtatarisk stad, vid namn Aqmescit eller Aq Mechet, "Vita moskén", till vad som nu är Simferopol. Ryssarna intog staden 1784 i samband med Katarina II:s erövring av Krim. Den döptes om till Simferopol, efter grekiskans Συμφερόπολις, Symferópolis, "användningarnas stad". År 1802 blev Simferopol administrativt centrum i det ryska guvernementet Taurien. Under krimkriget 1854-1856 stationerades de ryska reserverna och sjukhusen i staden. Fler än 30 000 ryska soldater begravdes nära staden.
I slutet av ryska inbördeskriget förlade general Pjotr Wrangel i Vita armén sitt högkvarter dit. Den 13 november 1920 erövrade Röda armén staden, och den 18 oktober 1921 blev Simferopol huvudstad i den autonoma sovjetrepubliken Krim. Under andra världskriget ockuperades staden av den tyska armén mellan 1 november 1941 och 13 april 1944. Nazisterna dödade närmare 22 000 av stadens invånare, främst ryssar, judar, krimtjaker och romer. Av dessa dödades 14 300 den 13 december 1941 av Einsatzgruppe D under befäl av Otto Ohlendorf. Sovjetiska armén återerövrade området i april 1944. Simferopol har sedan dess varit huvudstad i oblastet Krim från 30 juni 1945, samt i den autonoma republiken Krim från 5 maj 1992 efter Sovjetunionens fall. Sedan krimtatarerna flyttat tillbaka till Krim efter den påtvingade exilen under Sovjettiden har flera krimtatariska förorter växt upp runt stadskärnan. I och med Rysslands annektering av Krim 2014 hamnade staden åter de facto under rysk överhöghet.

## Folkmängd
- 1839: 7 000
- 1847: 13 768
- 1864: 17 000
- 1887: 38 000
- 1897: 49 078[2]
- 1923: 70 203[2]
- 1939: 142 634[2]
- 1945: 67 000
- 1959: 187 823[2]
- 1970: 249 053[2]
- 1979: 301 505[2]
- 1989: 343 565[2]
- 2001: 343 644[2]
- 1 januari 2012: 335 582[1]